# L'Ange gardien (film, 1942)
Pour les articles homonymes, voir L'Ange gardien.
Pour plus de détails, voir Fiche technique et Distribution.
L'Ange gardien est un film français réalisé par Jacques de Casembroot sorti en 1942.

## Synopsis
Un fonctionnaire colonial à la retraite vit une vie paisible sans s'être vraiment occupé de son fils ni de sa petite fille, Colette. Mais des circonstances vont l'obliger à accueillir la fillette pour quelque temps.

## Fiche technique
- Titre : L'Ange gardien
- Réalisation : Jacques de Casembroot
- Scénario : Charles Vildrac
- Décors : Marcel Mary
- Musique originale : Henri Goublier
- Photographie : Georges Million
- Lieux de tournage : Studios de Saint-Laurent-du-Var[1]
- Sociétés de Production : Les Films Minerva
- Production : Jean Mugeli
- Pays :  France
- Format : noir et blanc
- Genre :  Comédie
- Durée : 94 minutes
- Date de sortie : 
  - France : 3 juillet 1942

## Distribution
- Lucien Baroux : Duboin
- Carlettina : Colette
- Roger Duchesne : Henri Duboin
- Jacques Varennes : Tirandier
- Catherine Fonteney : La cousine Noémie
- Ellen Dosia : Jane Duboin-Fontange
- Irène Corday : Marie
- Jean Fay : l'impresario